# Die Kartause von Parma (Film)
Die Kartause von Parma (Originaltitel: La Chartreuse de Parme) ist eine italienisch-französische Verfilmung des gleichnamigen Romans (1839) von Stendhal aus dem Jahr 1948.

## Handlung
Der junge Adelige Fabrizio del Dongo kehrt nach einem vierjährigen Theologiestudium nach Parma zurück. Unterwegs trifft er auf Ferrante Palla, einen zum Tode verurteilten Arzt aus Mailand, der gegen die dort herrschende Tyrannei aufbegehrte. Er konnte jedoch fliehen und zieht nun als Räuber durch die Wälder. Ferrante zeigt auf den Turm Farnese, das Gefängnis von Parma, und meint, der dort herrschende Fürst Ernesto IV. sei ein Tyrann. Fabrizios vielfach umschwärmte Tante, Gräfin Gina Sanseverina, bei der Fabrizio aufgewachsen ist, erwartet derweil sehnlichst die Rückkehr ihres Neffen, den sie über alles liebt. Sie führt ihn in die Gesellschaft ein und weicht nicht mehr von seiner Seite. Parmas Premierminister, Graf Mosca, der ihr schon seit längerem den Hof macht, reagiert eifersüchtig und beneidet Fabrizio um dessen Jugend.
Fürst Ernesto, der einen Aufstand von Rebellen fürchtet, lässt zu seinem Geburtstag einen Empfang veranstalten. Er begehrt die frühzeitig verwitwete Gräfin und bedauert, dass sie ihm bisher widerstanden hat. Mit einem anonymen Brief versucht Ernesto, Graf Mosca gegen Fabrizio – ihren gemeinsamen Rivalen um die Gunst der Gräfin – aufzuwiegeln. Fabrizio umgarnt derweil Fausta, eine junge verheiratete Frau. Als ihn Faustas gehörnter Ehemann vor den Bürgern der Stadt lächerlich macht, fordert Fabrizio den Ehemann zum Duell und geht dabei als Sieger hervor. Kurz darauf bändelt Fabrizio mit der Schauspielerin Marietta an. Als sie gemeinsam mit einer Kutsche ausfahren, lauert ihnen Mariettas Ehemann Gilletti auf. Beim darauffolgenden Kampf läuft Gilletti in ein Messer, das Fabrizio in der Hand hält, und stirbt. Als sich eine Kutsche nähert, entschließen sich Fabrizio und Marietta, über die Grenze nach Österreich zu fliehen. Beim Versuch, durch den Grenzfluss zu schwimmen, wird Fabrizio von Soldaten festgenommen. Als er in den Turm Farnese gebracht wird, begegnet er Clelia, der Tochter von General Conti. Weil er die Rechtschaffenheit der örtlichen Richter infrage stellt, wird Fabrizio zu 20 Jahren Haft verurteilt. Von seiner Gefängniszelle aus kann er das Haus von General Conti sehen. Sein einziger Trost wird es, die liebreizende Clelia dort Tag für Tag zu beobachten.
Fürst Ernesto ist bereit, Fabrizio freizulassen, wenn die Grafin seine Geliebte wird. Diese weist ihn erneut zurück. Der ehrgeizige Polizeichef Rassi heckt unterdessen einen Plan aus. Der Gefängniswächter Grillo soll Fabrizio vergiften und es aussehen lassen, als sei Fabrizio an einer Krankheit gestorben. Rassi verspricht sich davon, dass die Gräfin und Graf Mosca Parma verlassen und das Amt des Premierministers endlich für ihn frei wird. Grillo, der bemerkt hat, dass sich Fabrizio und Clelia ineinander verliebt haben, zeigt jedoch Mitgefühl und erklärt sich bereit, zwischen Fabrizio und Clelia Liebesbotschaften zu übermitteln. Als Ferrante Palla auf dem Marktplatz Parmas zum Sturz Ernestos aufruft und von Soldaten verfolgt wird, springt er spontan in die Kutsche der Gräfin. Weil diese Ernesto ebenfalls hasst, bittet sie Graf Mosca, Ferrante Palla bei sich zu verstecken.
General Conti stellt derweil seiner Tochter Clelia ein Ultimatum: Entweder sie heiratet den vermögenden Marchese Crescenzi oder sie geht ins Kloster. Clelia ist bereit, einem Orden beizutreten, ändert dann jedoch ihren Entschluss, als die Gräfin sie darum bittet, bei der Befreiung Fabrizios behilflich zu sein. Während der Verlobungsfeier Clelias und Crescenzis veranlasst die Grafin, dass General Conti etwas ins Glas gemischt wird. Als Conti ohnmächtig wird, eilt Ferrante Palla herbei und bringt ihn nach Hause. Dort übergibt Ferrante Clelia ein Kissen, in dem ein Seil und eine Feile für Fabrizio versteckt sind. Grillo, der nichts von der geplanten Befreiungsaktion ahnt, arrangiert ein Treffen von Clelia und Fabrizio in der Gefängniskapelle. Dort weiht Clelia Fabrizio in den Plan ein. Während einer Feier anlässlich des Wiederantritts ihres genesenen Vaters gelingt Fabrizio die Flucht.
In Como angekommen, bedauert Fabrizio seine Flucht, weil er Clelia nun nicht mehr sehen kann. Als ihm die Gräfin aus Eifersucht mitteilt, dass Clelia den Marchese Crescenzi heiraten werde, reist Fabrizio zurück nach Parma. Ehe er dort eintrifft, ist Clelia bereits vermählt. Crescenzi, der sie sehr liebt, möchte ihr Zeit geben, sich ihm hinzugeben, und reist noch am Hochzeitstag ab, um seine weit verstreuten Ländereien zu begutachten. General Conti, der nach Fabrizios Flucht bei Fürst Ernesto in Ungnade gefallen ist, lässt Fabrizio festnehmen, als dieser Clelia vor ihrem Haus aufsucht. Nun ist es Clelia, die die Gräfin um Hilfe bittet. Um Fabrizios Freilassung zu bewirken, ist die Gräfin schließlich bereit, Ernestos Avancen nachzugeben. Auf der Straße trifft sie anschließend auf Ferrante, der ihr zuvor seine Liebe gestanden hat. Er ahnt, welchen Preis die Gräfin für Fabrizio gezahlt hat. Nach dessen Freilassung ersticht Ferrante Ernesto beim Morgenappell, was einen Aufstand der Rebellen zur Folge hat. Ferrante wird von Soldaten getötet, Grillo wiederum wird von einer wütenden Menge niedergeschlagen. Polizeichef Rassi nutzt die Unruhen, um sich von Ernestos Witwe Marie Louise zum Baron und Premierminister ernennen zu lassen. Clelia, mit der Fabrizio fern von Parma ein neues Leben anfangen will, ist entschlossen, ihn nicht zu begleiten. Nachdem sie sich geliebt haben, reist sie zu Crescenzi nach Bologna. Die Gräfin wiederum reist nach Neapel. Fabrizio lebt fortan in der Kartause von Parma.

## Hintergrund
Die Dreharbeiten fanden von April bis September 1947 in Rom, Mailand und in Como am Comer See statt. Für die Filmbauten war Jean d’Eaubonne zuständig, die Kostüme entwarf Juri Pawlowitsch Annenkow. Die Schauspielerin Renée Faure, die mit dem Film ihren Durchbruch schaffte, und Regisseur Christian-Jaque waren seinerzeit miteinander verheiratet. Mit Gérard Philipe drehte Christian-Jaque später auch den erfolgreichen Abenteuerfilm Fanfan, der Husar (1952).

## Rezeption

### Veröffentlichung
Die Premiere des Films erfolgte 1948 beim Internationalen Filmfestival von Locarno. Mit mehr als sechs Millionen Kinozuschauern war Die Kartause von Parma in Frankreich der erfolgreichste Film des Jahres. Am 19. Oktober 1949 kam die Literaturverfilmung in die bundesdeutschen Kinos in einer um mehr als 60 Minuten gekürzten Fassung. In den Kinos der DDR lief der Film am 4. Dezember 1953 an. Im deutschen Fernsehen wurde er erstmals am 13. April 1964 auf DFF 1 gezeigt. Im Februar 2016 erschien der Film in der Reihe „Filmjuwelen“ ungekürzt auf DVD.

### Kritiken
Das Lexikon des internationalen Films befand, dass die Literaturverfilmung „mit ambitionierten Darstellern und hervorragender Fotografie“ realisiert worden sei. Dass „die Tiefe der Vorlage“ dabei nur selten sichtbar werde, habe zur Folge, dass das Ergebnis „letztlich ein sauber konstruierter Kostümfilm mit einigen religiösen Mißdeutungen bleibt“. Der Spiegel schrieb 1949, dass sich del Dongos Liebe zu Clelia „eigensinnig durch das Dickicht einer aufregenden Handlung zieht“, wobei „Degen und Dolch, Opium und Arsen, Galgen, Pulver und Blei […] zweckentsprechend zur Anwendung [kommen]“. Cinema sprach rückblickend von „einer erstklassigen Verfilmung“ und sah in Gérard Philipe „den idealen Hauptdarsteller für die tragische Rolle des Fabrizio“.

### Auszeichnungen
Beim Internationalen Filmfestival von Locarno wurde Die Kartause von Parma 1948 mit fünf Preisen bedacht. Zwei erste Preise gingen an die Schauspielerinnen Renée Faure und Maria Casarès. Die Kameraarbeit von Nicolas Hayer wurde ebenfalls mit einem ersten Preis prämiert. Gérard Philipe erhielt für seine darstellerische Leistung einen zweiten Preis hinter US-Schauspieler Victor Mature.

## Deutsche Fassungen
Eine bundesdeutsche Synchronfassung entstand 1949 bei der Internationalen Film-Union (IFU) in Remagen. Für das Dialogbuch und die Synchronregie war Ela Elborg zuständig. In den 1980er Jahren strahlte das Fernsehen der DDR eine ungekürzte Fassung aus, die dafür vom DEFA-Studio für Synchronisation 1986 neu synchronisiert wurde. Dialogbuch und -regie übernahm dabei Irene Mahlich. Statt der Originalmusik wurden bei dieser Fassung Archivstücke (vorrangig von Prokofiew) verwendet.
| Rolle                   | Darsteller        | Synchronsprecher BRD 1949 | Synchronsprecher DDR 1986 |
| ----------------------- | ----------------- | ------------------------- | ------------------------- |
| Fabrizio del Dongo      | Gérard Philipe    | Peer Schmidt              | Joachim Siebenschuh       |
| Clelia Conti            | Renée Faure       | Christine Mylius          | Ulrike Mai                |
| Gräfin Gina Sanseverina | Maria Casarès     | Tina Eilers               | Roswitha Hirsch           |
| Polizeichef Rassi       | Lucien Coëdel     |                           | Lutz Riemann              |
| Fürst Ernesto IV.       | Louis Salou       | Wolfgang Eichberger       | Paul Arenkens             |
| Graf Mosca              | Tullio Carminati  | Herbert Gernot            | Ezard Haußmann            |
| General Conti           | Aldo Silvani      | Martin Rosen              | Gerd Ehlers               |
| Marietta                | Maria Michi       |                           | Hellena Büttner           |
| Marchese Crescenzi      | Claudio Gora      | Heinz Drache              | Peter Hladik              |
| Grillo                  | Louis Seigner     | E. O. Fuhrmann            | Hans-Joachim Hanisch      |
| Ferrante Palla          | Attilio Dottesio  |                           | Jaecki Schwarz            |
| Gilletti                | Enrico Glori      |                           | Karl Sturm                |
| Botschafter             | Rudolf H. Neuhaus |                           | Jörg Knochée              |
| Moscas Spion            | Claudio Ermelli   |                           | Klaus Mertens             |